# Biển Sargasso
Biển Sargasso là một vùng biển ở giữa Bắc Đại Tây Dương, bị bao phủ bởi những dòng hải lưu. Nó tiếp giáp với hải lưu Gulf Stream về phía tây; với hải lưu Bắc Đại Tây Dương về phía bắc; với hải lưu Canary về phía đông, với hải lưu bắc xích đạo về phía nam.

## Sinh thái
Biển Sargasso là nơi sinh sống của rong biển thuộc chi Sargassum, nổi trên bề mặt. Sargassum không phải là một mối đe dọa đối với vận chuyển, và các sự cố lịch sử của những chiếc thuyền buồm bị mắc kẹt ở đó là do những cơn gió thường lặng lẽ của các vĩ độ ngựa.
Biển Sargasso cũng đóng một vai trò quan trọng trong việc di cư của các loài cá chình catadromous như cá chình Châu Âu, cá chình Mỹ và cá chình conger Mỹ. Ấu trùng của những loài này nở trong biển và khi chúng lớn lên, chúng đi đến Châu Âu hoặc Bờ Đông Bắc Mỹ. Sau này, con lươn trưởng thành di cư trở lại biển Sargasso để sinh sản và đẻ trứng. Người ta cũng tin rằng sau khi nở, rùa biển Loggerhead trẻ tuổi sử dụng các dòng hải lưu như Stream Stream để đi đến Biển Sargasso, nơi chúng sử dụng sargassum làm vỏ bọc từ những kẻ săn mồi cho đến khi chúng trưởng thành. 
Đầu những năm 2000, Biển Sargasso đã được lấy mẫu như một phần của cuộc khảo sát Lấy mẫu Đại dương Toàn cầu, để đánh giá sự đa dạng của đời sống vi sinh vật thông qua metagenomics. Trái ngược với các lý thuyết trước đây, kết quả chỉ ra rằng khu vực này có rất nhiều đời sống prokaryotic.